# Veronika Andrýsková
Veronika Andrýsková (* 24. května 1997, Uherské Hradiště) je česká házenkářka, momentálně hrající v českém klubu DHK Baník Most a v české reprezentaci. V minulosti hrála i v německém klubu Sport-Union Neckarsulm. 
Nastupuje na hráčské pozici levé spojky a patří k našim nejvyšším hráčkám v národní reprezentaci žen. 

## Kariéra
Veronika Andrýsková je odchovankyní klubu DHK Uherské Hradiště. V dorosteneckém věku přestoupila do klubu Handball club Zlín. V únoru roku 2018 zamířila do DHC Sokol Poruba. Od roku 2020 nastupuje na palubovce momentálně nejúspěšnějšího českého klubu Černých andělů Baník Most. První start v dresu Mostu si odbyla v semifinále poháru žen, právě proti bývalému klubu DHC Sokol Poruba. Následně ve finále Českého poháru dosáhla na svoji vůbec první zlatou medaili. V sezóně 2020/21 získala poprvé v životě zlaté medaile za double. Nejprve za ligový titul v mezinárodní MOL lize a následně završila úspěšnou sezónu titulem v české lize. O rok později přidala ke svým úspěchům svůj druhý titul v české lize  a vítězství v Českém poháru za sezónu 2021/22. V sezóně 2022/23 poprvé v životě nastoupila v nejprestižnější ženské házenkářské soutěži – EHF Champions League. Ve stejné sezóně oslavila své třetí vítězství v Českém poháru. 
Po úspěšném tří letém působení v mosteckém klubu, si vyzkoušela prestižní německou Bundesligu, kdy šlo vůbec o její první zahraniční angažmá. Od sezóny 2023/24 hájila barvy německého bundesligového klubu Sport-Union Neckarsulm. Po dvou sezónách v Neckarsulmu se zpět vrátila k mosteckým Černým andělům, kde podepsala smlouvu na rok s opcí. 
Reprezentační debut se váže na datum 10. srpna 2012 v kategorii dorostenek proti Maďarsku. Ve švédském Göteborgu na Eurepean Open U18 se s reprezentačním výběrem dorostenek umístila na 4. místě. V roce 2017 ji trenér Jan Bašný povolal do národního týmu žen. V roce 2021 zažila premiérovou účast na Mistrovství světa ve Španělsku. Po trenérské rošádě v ženské reprezentaci obdržela nominaci i od norského trenéra Benta Dahla, který ji nominoval i na Mistrovství Evropy 2024. V ženské české reprezentaci si již připsala 39 reprezentačních startů (červenec 2025).

## Úspěchy

### Klubové úspěchy
- Vítěz MOL ligy: 2021
- Vítěz České ligy: 2021, 2022
- Vítěz Českého poháru: 2020, 2022, 2023
- EHF Champions League: 2023 (skupinová fáze)
- EHF Eurepean League: 2021 (předkolo), 2022 (předkolo)
- Challenge Cup: 2020 (osmifinále)
- Německá Bundesliga: 2025 (9. místo)

### Reprezentační úspěchy
- U18 European Open: 2014 (4. místo)
- Mistrovství Evropy: 2022 (kvalifikace), 2024 (předkolo)
- Mistrovství světa: 2021 (skupinová fáze)

### Angažmá v zahraničí
- Sport-Union Neckarsulm (GER)